# Танкуэри (фьорд)
Танкуэри или Грили-Фьорд (англ. Tanquary Fjord) — фьорд на северном побережье Канадского Арктического архипелага острова Элсмир, территория Нунавут, Канада. Расположен фьорд в национальном парке Куттинирпаак и простирается на 48 км в северо-западном направлении.

## История
Данные радиоуглеродного анализа показывают, что в период с 10 000 г. до н. э. до 4100 г. до н. э. произошла дегляциация и формирование ледниковых шельфов к 2 400 г. до н. э. К 1400 г. до н. э. ледники отступили.
Инуиты проживали на этой территории до 1070 г. до н. э.

## География
На 65 дней в году Танкуэри освобождается ото льда (начинает произрастать латук), который достаточно распространён на этой широте. Летом фиксируются температуры до 18 °C.

## Исследования
В 1963 году оборонный исследовательский совет начал операцию Танкуэри (англ. Operation Tanquary) в этом районе, с акцентом на океанологию. Завершилась операция в 1972 году. Постоянных человеческих поселений не много из-за отдаленности региона. В летние месяцы здесь работает станция Варден, подчиняющаяся Паркам Канады, недалеко от станции расположен аэропорт. Добраться до фьорда можно с помощью чартерных самолётов или на частных ледоколах. В 1947 году в 175 км к юго-западу от фьорда была установлена метеостанция Юрика.